# Dune (Alejandro Jodorowsky)
Pour les articles homonymes, voir Dune (homonymie).
Pour plus de détails, voir Fiche technique et Distribution.
Dune est un projet inachevé d'adaptation cinématographique du roman Dune de Frank Herbert par le réalisateur Alejandro Jodorowsky,.
Projet franco-chilien colossal, défiant alors la vision des studios hollywoodiens de l'époque, cette adaptation de Dune est minutieusement préparée de 1973 à 1977, avant d'être interrompue et abandonnée faute de moyens financiers.
Le livre regroupant le storyboard du film avec les illustrations préparatoires (artbook), réalisées par l’artiste Jean Giraud (Moebius), est devenu un objet culte auprès des amateurs de science-fiction.

## Développement du projet

### Genèse
|                               |  |                                |
| Alejandro Jodorowsky en 2006. |  | Jean Giraud (Moebius) en 2008. |

En 1973, après la sortie du film La Montagne sacrée, le producteur Michel Seydoux propose au réalisateur franco-chilien Alejandro Jodorowsky de produire son prochain film. Le réalisateur se lance alors dans son projet le plus ambitieux : écrire et mettre en scène l'adaptation du roman Dune de Frank Herbert. Les studios d'Hollywood, trouvant le livre irréalisable à l'écran et non commercial, vendent les droits du livre sans problème.
Au fur et à mesure que le travail d'écriture avance (avec l'aide de Michel Demuth aux dialogues, le traducteur du roman en français), Jodorowsky s'éloigne de l’œuvre d'Herbert et va jusqu'à refuser ce dernier comme conseiller technique. Il préfère s'en tenir à une vision toute personnelle du roman, et prévoit son adaptation de Dune comme une grande aventure spatiale et métaphysique qui bouleversera le cinéma international et dont le budget dépasserait les 10 millions de dollars.
Le film est prévu pour durer douze heures, Michel Seydoux lui laissant carte blanche.

### Développement artistique
Le réalisateur Alejandro Jodorowsky veut d'abord projeter son film sur le papier, comme une bande dessinée ou un storyboard géant, avant de le tourner. Certaines scènes imaginées défient tout ce qui se fait en matière d'effets spéciaux à l'époque, comme un long plan-séquence où l'on traverse l'univers et ses galaxies pendant plusieurs minutes avant d'être plongé dans une bataille entre plusieurs vaisseaux.
Jodorowsky se lance alors dans une campagne de recrutement pour trouver les artistes qui vont donner vie à l'univers fantastique de Dune.

« Je ne veux pas que l'homme conquière l'espace dans les navires de la NASA, ces camps de concentration de l'esprit, ces congélateurs gigantesques vomissant l'impérialisme, ces tueries de pillage et de rapine, cette arrogance d'airain et de soif, cette science eunuque, bave de crapaud n'effleurant qu'à peine le divin, le délirant, le superbe chaos universel. Je veux des entités magiques, des véhicules vibrants pour prolonger l'être de l'abîme, comme les poissons d'un océan intemporel. Je veux des bijoux, des mécaniques aussi parfaites que l'âme, des ventres-navires, antichambres de la renaissance pour d'autres dimensions. Je veux des navettes courtisanes, mues par le sperme d'éjaculations passionnées dans un moteur de chair. Je veux des fusées complexes et secrètes, des navires-oiseaux, butinant le nectar millénaire des étoiles naines des cuirassés assoiffés se mourant siècle après siècle dans un désert d'étoiles, attendant le corps vivant qui remplira leurs réservoirs vides des sécrétions subtiles de son âme… »

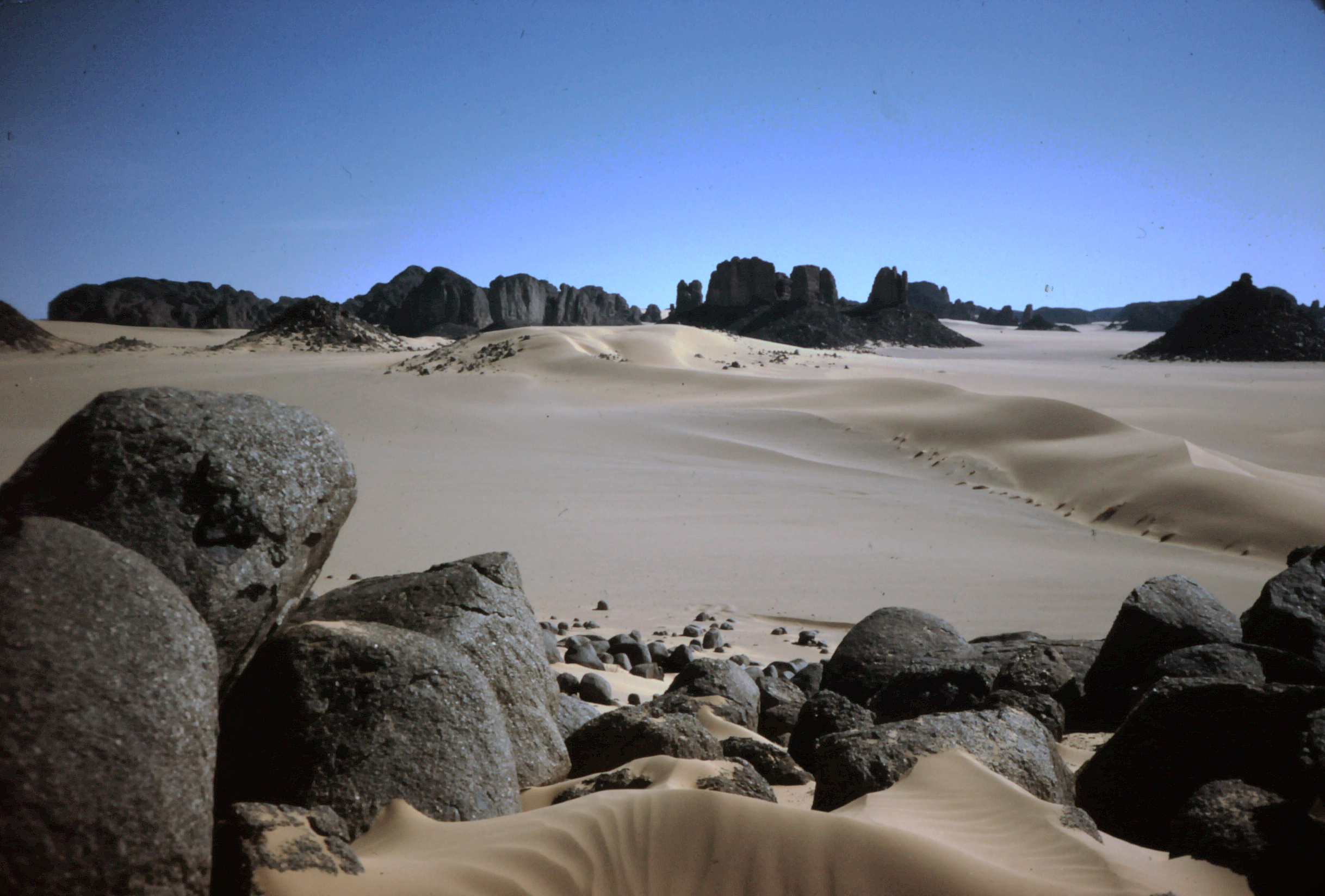
Vue du Tassili n'Ajjer, un paysage désertique qui évoque la planète Arrakis.

Le réalisateur s'entoure d'illustrateurs comme Jean Giraud (Moebius), H. R. Giger, Chris Foss, Richard Corben, ainsi que du spécialiste des effets spéciaux Dan O'Bannon (approché à la suite de sa participation à Dark Star de John Carpenter) qui vient remplacer Douglas Trumbull. Pendant que ses artistes travaillent d'arrache-pied pour livrer des dessins préparatoires, le réalisateur engage Pink Floyd, Tangerine Dream, Magma, Henry Cow, Mike Oldfield et le groupe Gong pour une bande originale mélangeant plusieurs genres.

### Attribution des rôles
Alejandro Jodorowsky donne à son propre fils, Brontis Jodorowsky, le rôle du héros Paul Atréides. Le jeune homme est entraîné aux arts martiaux durant deux ans. Le reste de la distribution de Dune est remarquable pour l'époque et hétéroclite : David Carradine, Orson Welles, Mick Jagger, Alain Delon, Charlotte Rampling[réf. nécessaire] ou encore Udo Kier et Amanda Lear.
L'artiste surréaliste Salvador Dalí accepte de jouer le rôle de l'Empereur Shaddam IV Corrino s'il est « l'acteur le mieux payé d’Hollywood » et réclame 100 000 dollars par heure. Seydoux et Jodorowsky, ayant conscience qu'il apparaîtrait trois, voire cinq minutes à l'écran, proposent « 100 000 dollars à la minute[Information douteuse] ». Dalí accepte la proposition, son honneur est sauf, il sera l'acteur le plus cher payé dans l'histoire du cinéma,.

## Échec et abandon du projet
Après quatre ans de préproduction (de 1973 à 1977), le budget du film s'élève à 15 millions de dollars. Le projet d'adaptation cinématographique de Dune est alors interrompu et abandonné. La production avait réussi à amasser un financement à hauteur de 10 millions de dollars, mais les studios américains, qui saluèrent tout de même l'audace et le caractère stupéfiant du projet, ne furent pas assez convaincus pour financer les 5 millions restants. Le projet, à son abandon, laisse derrière lui un manuscrit composé de centaines de dessins qui a circulé de studios en studios jusqu'à devenir culte.
Le projet est repris par Dino De Laurentiis qui confie le film à l'américain David Lynch pour une sortie prévue pour 1984. Cette version de Dune reçoit un accueil critique et public tiède. 
D'abord catastrophé puis amer, Alejandro Jodorowsky finit par se tourner vers la bande dessinée et publie des œuvres majeures comme l'Incal, La Caste des Méta-Barons ou encore Les Technopères.

« Le projet fut saboté à Hollywood. Il était français et non américain. Son message n'était pas « assez Hollywood » . Il y a eu des intrigues, du pillage. Le storyboard a circulé parmi tous les grands studios. Plus tard, l'aspect visuel de Star Wars ressemblait étrangement à notre style. Pour faire Alien, on a appelé Mœbius, Chris Foss, H. R. Giger, Dan O'Bannon, etc. Le projet a signalé aux Américains la possibilité de réaliser des films de science-fiction à grand spectacle et hors de la rigueur scientifique de 2001, l'Odyssée de l'espace. Le projet Dune nous a changé la vie. Quand on ne l'a pas fait, O'Bannon est entré dans un hôpital psychiatrique. Après, il est revenu à la lutte avec rage et a écrit douze scripts qui lui furent refusés. Le treizième fut Alien. Comme lui, tous ceux qui ont participé à la montée et à la chute du projet Dune ont appris à tomber mille fois avec une obstination farouche jusqu'à apprendre à se tenir debout. Je me rappelle mon vieux père qui, en mourant heureux, me disait : "Mon fils, dans ma vie, j'ai triomphé parce que j'ai appris à rater." »

## Jodorowsky's Dune
En 2013, Alejandro Jodorowsky revient dans un documentaire sur ses échecs pour transposer sa vision fantasmagorique de Dune. Le documentaire, réalisé par Frank Pavich, et dans lequel interviennent Michel Seydoux, H. R. Giger ou encore Chris Foss, est sélectionné pour la Quinzaine des réalisateurs au Festival de Cannes et remporte de nombreux autres prix.

## Fiche technique du projet
- Titre original : Dune
- Réalisation :  Alejandro Jodorowsky
- Scénario : Alejandro Jodorowsky et Michel Demuth d'après l'œuvre de Frank Herbert
- Direction artistique : Mœbius, H. R. Giger, Chris Foss, Dan O'Bannon...
- Musique : Pink Floyd, Tangerine Dream, Magma, Henry Cow, Mike Oldfield, Gong.
- Production : Michel Seydoux, Jean-Paul Gibon (Caméra One Productions)
- Pays :  France  Chili
- Date : 1973-1977 (annulé)

### Distribution (provisoire)
- Brontis Jodorowsky : Paul Atréides
- David Carradine : le duc Leto Atréides
- Salvador Dalí : l'empereur Padishah Shaddam IV
- Orson Welles : le baron Vladimir Harkonnen
- Gloria Swanson : une membre du Bene Gesserit
- Mick Jagger : Feyd-Rautha Harkonnen
- Alain Delon : Duncan Idaho
- Amanda Lear : la princesse Irulan
- Udo Kier : Piter de Vries